# Ramphia
Ramphia là một chi bướm đêm thuộc họ Erebidae.